# スポンジブルドック
スポンジブルドックは、日本のお笑いコンビ。所属事務所は西口エンタテインメント。
「スポンジブルドッグ」と言われる事が多い。

## メンバー
じっちゃん（1972年6月23日 - ）
ボケ担当。愛知県出身。本名・寺本 英和。血液型：A型。身長168センチ。体重70キロ。
以前の芸名は「もつ」、「モツァレラ55」、「えんま大王」。また西口プロレス在籍時には「モツヤムクン」、「ニッカ三日坊主」などのリングネームで参加していたが、一時離脱。その後2005年に行われた年末富士急ハイランド大会で復帰。2011年8月からピン芸人『なんかタランティーノ』として活動。滑舌が著しく悪い。
まめ（1973年3月2日 - ）
ツッコミ担当。愛知県出身。本名・加藤 善久。血液型：A型。身長166センチ。体重55キロ。既婚者で2児の父親。
バイクと車やAV機器に関して詳しい。愛車はSUZUKI GSX1100S等。
2011年8月からピン芸人『ダンボルギーニ まめ』として活動。西口プロレスではリングアナ『エンジョイ まめ』として活動。    2013年5月、「焙煎たがい。」（元「バカンス」）と『焙煎まめ』結成。

## 経歴
小・中学校の同級生（小学2年の時同じクラスになる）で1992年「もつマメ」（浅井企画所属）を結成。
その後、もつが放送作家へ転身。まめはスギタヒロシ（ジャイアント小馬場）と「ジャンクパーツ」結成。
1年後、もつが芸人復帰で「ジャンクパーツ」加入。この時じっちゃんの弟子である元「アウトブレイク」の芳沢慎一郎を加え、
4人組の「スポンジブルドック」となるが、スギタヒロシが約半年で脱退。3人組となる（ワタナベエンターテインメント所属）。
さらに芳沢慎一郎引退。2008年から現在のコンビで活動。この頃から「じっちゃん」と言う芸名で酔っ払ったおじいさんのキャラで活動。
2011年8月解散。解散後はそれぞれピン芸人として活動中。

## 主な出演（「もつマメ」時代を除く）

### ライブ
- 西口寄席
- 日本まな板ショー
- すり抜けレモンちゃん!（まめのみ）

### テレビ番組
- ゴールドステージ（日本テレビ）（じっちゃんのみ）

### WEB番組
- 俺たちのまんが道（BBstation 2011年5月4日）※ ゲスト出演
- あっ!とサタデーLIVE（あっ!とおどろく放送局、2011年5月7日-8月6日）第1土曜
- AKIBA18エンタメTV（あっ!とおどろく放送局、2011年5月12日、7月1日-8月19日（じっちゃんのみ）、2011年6月9日、7月8日-8月19日（まめのみ））不定期